# Durvalumab
Durvalumab es un medicamento que pertenece al grupo de los anticuerpos monoclonales. Su uso fue aprobado en 2017 por la FDA de Estados Unidos para el tratamiento del cáncer de vejiga no susceptible de resección quirúrgica o con metástasis y que ha progresado a pesar de otras terapias. Se está estudiando su utilidad en otros tipos de cáncer, como el cáncer de pulmón.

## Mecanismo de acción
Durvalumab es un anticuerpo monoclonal humano que actúa uniéndose al ligando-1 de la molécula de muerte celular programada (PD-L1). El PD-L1 es una proteína transmembrana que tiene un papel inmunoregulador y tiende a provocar la supresión del sistema inmunitario en determinadas circunstancias fisiológicas como el embarazo.